# Broma telefònica
Una broma telefònica és una broma feta mitjançant un telèfon. Les bromes telefòniques van començar a tenir seguidors a Amèrica durant molts anys, quan formaven part de cassets comerciats entre músics i enginyers de so, començant en els anys 1970. Entre les bromes telefòniques més famoses i primerenques hi ha les del Tube Bar, que se centraven en Louis «Red» Deutsch. El comediant Jerry Lewis és considerat un gran bromista, i les gravacions de les seves bromes, que daten dels 1960 o possiblement abans, encara circulen avui dia.
Força persones importants han estat víctimes de bromistes telefònics, com ara Elisabet II, que va ser enganyada pel DJ canadenc Pierre Brassard, qui feia veure que era el Primer Ministre Jean Chrétien. Li va demanar de gravar un discurs que donés suport a la unitat canadenca davant del referèndum d'independència del Quebec de 1995. Radio El Zol, una estació de ràdio de Miami, va fer dos altres exemples notables de bromes telefòniques. En una, van trucar al llavors president veneçolà Hugo Chávez, i van parlar amb ell fent-se passar pel president cubà Fidel Castro. Posteriorment, van trucar a Castro fent-se passar per Chávez. Castro va començar a insultar els treballadors de la ràdio després que els bromistes revelessin qui eren.